# Кудрявцев Лев Дмитрович
Лев Дмитрович Кудрявцев (25 березня 1923, Москва — 17 лютого 2012, Москва) — російський математик, член-кореспондент АН СРСР по відділенню математики (математика, в тому числі прикладна математика) з 26 грудня 1984.
Основні праці в області теорій функцій, рівнянь з частинними похідними і топології.

## Біографія
Народився в сім'ї військовослужбовця. У 1940 році закінчив середню школу № 59 у Москві, здавши одночасно іспити за 9 і 10 класи, і як відмінник був прийнятий без іспитів на механіко-математичний факультет МДУ. У 1945 закінчив Московський університет з відзнакою. Вступив до аспірантури Інституту математики МДУ, де навчався під керівництвом П. С. Александрова.
З 1947 працював на фізико-технічному факультеті МДУ (МФТІ). З 1948 працював в Математичному інституті імені Стеклова (МІАН). C 1958 — професор Московського фізико-технічного інституту, очолював кафедру вищої математики. В 1961—1968 роках працював заступником директора МІАН. В 1970 випустив перший курс математичного аналізу (який відтоді багато разів перевидавався). Відмінною рисою курсів аналізу Кудрявцева є нетрадиційне визначення границі функції, що дозволяє істотно спростити докази багатьох теорем.
Він був автором понад 200 наукових робіт. Крім того, Кудрявцев писав і популярні книги про науку, наприклад «Думки про сучасну математики» або «Сучасне суспільство і моральність». Його книги перекладені на кілька іноземних мов.
Похований на Ваганьковському кладовищі у Москві.

## Нагороди та премії
- Премія Московського математичного товариства для молодих математиків (1953) — за цикл робіт з теорії диференційовних відображень
- Державна премія СРСР (1988) — за цикл робіт з теорії граничних задач для диференціальних операторів і їхніх застосувань
- Звання заслуженого соросівського професора (1994) — за внесок у педагогіку вищої школи і за успіхи в педагогічній діяльності
- Премії МАЇК «Наука/Інтерперіодіка» (1996) — за навчально-методичний комплект для вищої школи з математичного аналізу (в 5 томах)